# Visiteur de prison

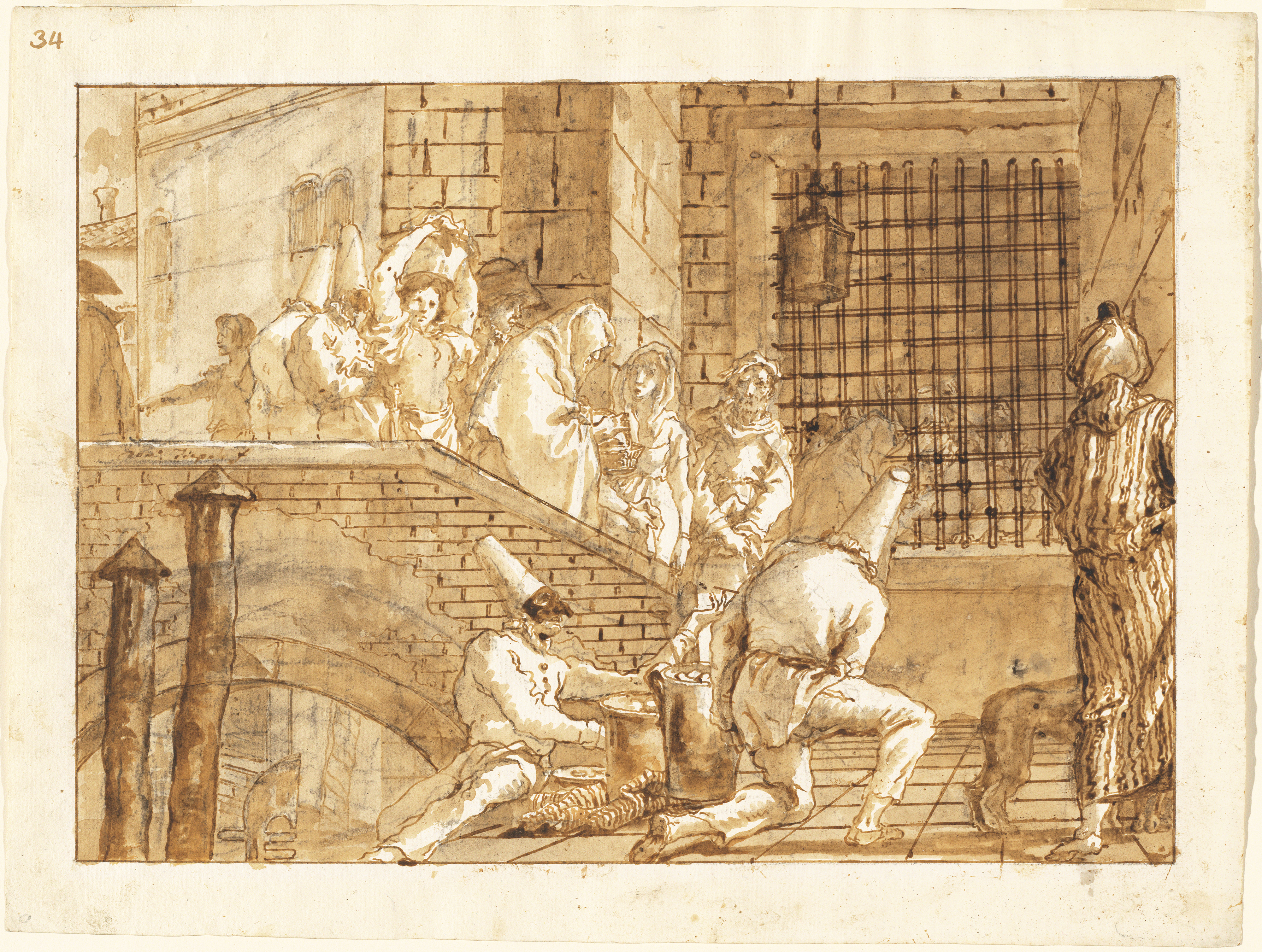
La visite de prison, Giovanni Domenico Tiepolo.

Un visiteur de prison est une personne bénévole qui a pour but de contribuer au bien-être des détenus incarcérés en leur rendant visite, et peut participer à la préparation de leur réinsertion.

## En France
Les conditions pour être visiteur de prison sont d'être majeur et d'avoir un casier judiciaire vierge. La visite est souvent le seul lien qu'un détenu sans relations familiales peut avoir avec le monde extérieur,. Pour devenir visiteur, la personne doit obtenir un agrément des services pénitentiaires. Le retrait d'agrément ne peut être justifié que par une faute grave, et peut être contesté devant les tribunaux administratifs. La visite se déroule dans une pièce réservée à cet usage, et sans surveillance particulière, pièce qui peut être distincte du parloir de l'avocat et du parloir de la famille. Les entrées et les sorties sont strictement contrôlées, et le visiteur doit respecter le règlement de l'établissement. L'écoute et le soutien du visiteur sont importants pour la démarche de réinsertion du détenu.
L'Association Nationale des Visiteurs de Prison (ANVP) est fondée en décembre 1931 sous le nom de l'Œuvre de la Visite des Détenus dans les Prisons (OVDP). En 2021, l'ANVP abandonne le nom qu'elle avait pris en 1991, pour celui, plus conforme au périmètre de son action, tout en conservant le même sigle, d'Association nationale des Visiteurs de Personnes sous main de Justice. 
Elle  regroupe 80 % des visiteurs de prison en France. Les membres sont répartis en deux catégories : les membres adhérents et les membres associés, qui cotisent mais ne font pas de visites.

## En Belgique francophone
En Belgique il existe depuis 2010 l'Association des Visiteurs Francophones de Prison de Belgique.

## Au Royaume-Uni
Il existe une association, National Association of Official Prison Visitors (en), qui a été créée en 1924, mais trouve ses origines dès 1901 quand la visite des prisons a été officiellement reconnue. La visite n'est pas un droit, et le directeur de la prison peut refuser à un détenu une visite sans à avoir à donner de justification.

## Aux États-Unis
L'association a but non lucratif Prisoner Visitation and Support (en) est basée à Philadelphie. Ses membres visitent les prisonniers dans les prisons fédérales ainsi que dans les prisons militaires.

## En Australie
En Australie, chaque prison, publique ou privée, a au moins un visiteur désigné officiellement. Leur rôle est de recueillir les plaintes et les demandes des prisonniers, et de superviser les conditions d'incarcération.